# إسرائيل بيكنز
إسرائيل بيكنز (بالإنجليزية: Israel Pickens)‏ (و. 1780 – 1827 م) هو سياسي من الولايات المتحدة الأمريكية ولد في كونكورد، كارولاينا الشمالية.
تولى منصب عضو مجلس الشيوخ الأمريكي، وقائمة حكام ولاية ألاباما .وهو عضو في الحزب الجمهوري الديمقراطي، والحزب الديمقراطي الأمريكي .